# لويجي غاوديانو
لويجي غاوديانو (بالإيطالية: Luigi Gaudiano)‏ (مواليد 3 يوليو 1965) هو ملاكم إيطالي، مثّل بلاده في الألعاب الأولمبية الصيفية 1988.

## روابط خارجية
لويجي غاوديانو على موقع أوليمبيديا (الإنجليزية)